# St. Georg
St. Georg est un magazine mensuel de presse équestre allemand de la Jahr Top Special Verlag, consacré à l'équitation. C'est le plus ancien magazine sportif allemand, puisqu'il a été fondé en 1900. Il est connu notamment pour le rôle qu'il a joué dans la dénonciation du rollkur.